# Автостанция № 1 (Мелитополь)

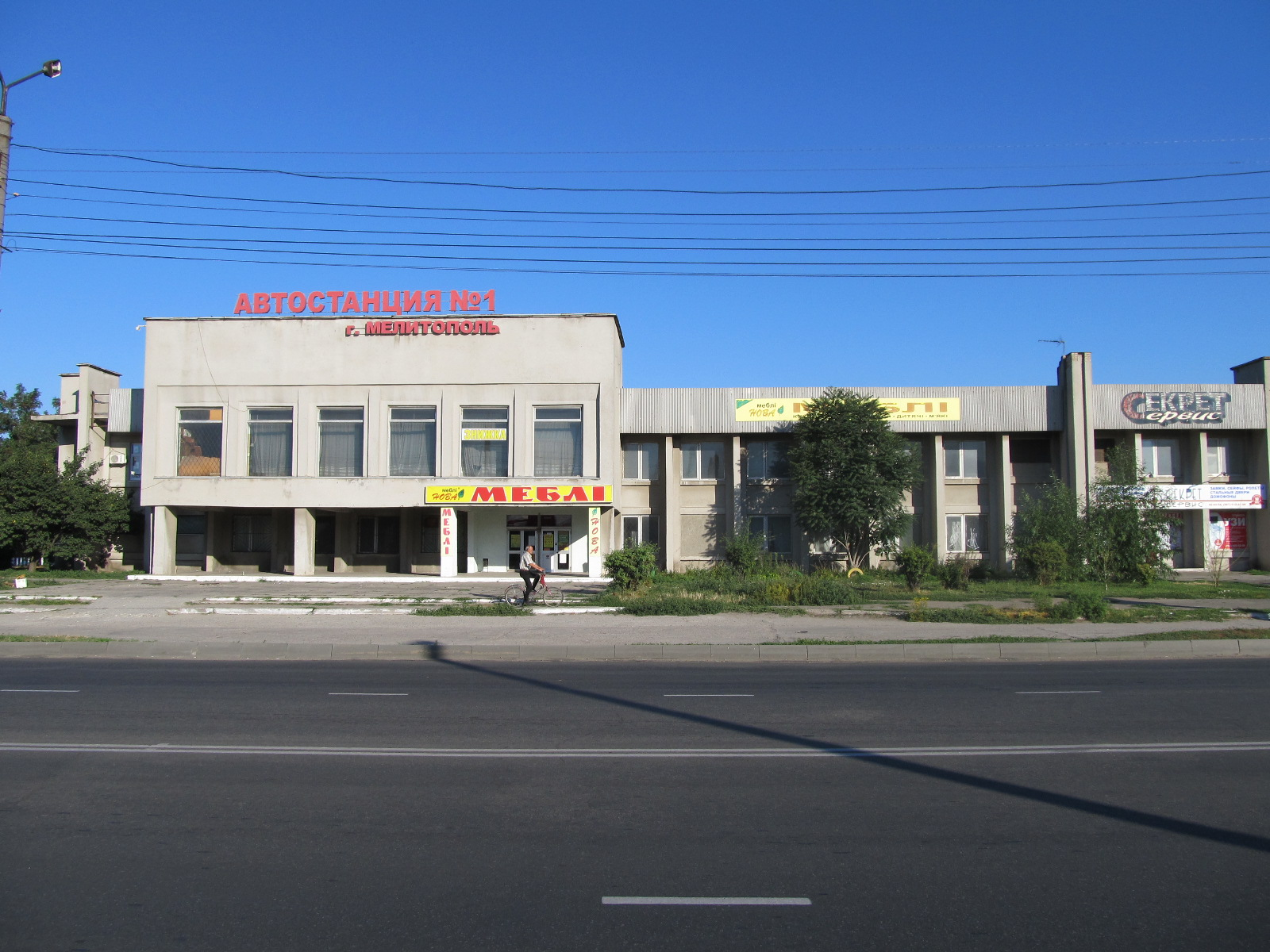
Здание автостанции

Автостанция № 1 — междугородная автобусная станция в Мелитополе. Расположена на углу улиц Интеркультурная и Воинов-Интернационалистов, по адресу ул. Интеркультурная, 204а.
Двухэтажное железобетонное здание автостанции было построено в начале 1990-х годов, вскоре после прокладки объездной вокруг центра города по улице Воинов-Интернационалистов. Большая часть площадей в просторном двухэтажном здании сдаются в аренду, так что пассажиры могут получить на автостанции только минимальный сервис (продажа билетов, кафе). На 2012 год запланирована реконструкция платформ автостанции. После реконструкции посадка и высадка пассажиров будет происходить под навесом.
Проходящие через автостанцию автобусные маршруты связывают Мелитополь с Одессой, Днепром, Харьковом, Донецком, Ростовом-на-Дону, городами Крыма.